# نیوخچا (استان آرخانگلسک)
نیوخچا (به لاتین: Nyukhcha) یک منطقهٔ مسکونی در روسیه است که در استان آرخانگلسک واقع شده‌است.